# Vittorio Molà
Vittorio Molà (Napoli, 15 settembre 1868 – ...) è stato un ammiraglio italiano, distintosi nel corso della grande guerra come comandante della Brigata Marina schierata a difesa di Venezia e della laguna dopo l'esito negativo della battaglia di Caporetto. Insignito delle Croci di Cavaliere e di Ufficiale dell'Ordine militare di Savoia.

## Biografia
Nacque a Napoli il 15 settembre 1868, figlio di Luigi e Teresa Tozzi. Arruolatosi nella Regia marina iniziò a frequentare la Regia Accademia Navale di Livorno da cui uscì con il grado di guardiamarina. Partecipò alle operazioni di soccorso alle popolazioni colpite dal terremoto del 28 dicembre 1908, venendo decorato con la medaglia di benemerenza in bronzo.
Fu capo di gabinetto del Ministro della marina senatore Camillo Corsi, e capo di stato maggiore della squadra da battaglia (1917). Nel corso di quell'anno, con il grado di contrammiraglio, organizzò e poi ne assunse il comando. la Brigata marina formata poco dopo esito negativo della battaglia di Caporetto, per volere dell'ammiraglio Paolo Thaon de Revel, con il compito di difendere l'accesso a Venezia e alle acque della laguna veneta. Per questo fatto fu successivamente insignito della Croce di Cavaliere dell'Ordine militare di Savoia. Nel 1918 fu ispettore delle forze mobili della Regia Marina schierate sul fronte terrestre e poi comandante della divisione esploratori. Per il bombardamento della base navale di Cattaro fu insignito della Croce di Ufficiale dell'Ordine militare di Savoia. Comandante in capo del Dipartimento dell'Alto Tirreno, fu comandante della divisione esploratori e aiutante di campo di S.M. Re Vittorio Emanuele III. Promosso ammiraglio di squadra il 1 dicembre 1923, entrò a far parte del Comitato progetti navi.
L'11 agosto 1925 si riunì tale Comitato, costituito da ammiragli, alla presenza di Benito Mussolini in veste di Ministro della Marina e del sottosegretario alla Marina contrammiraglio Giuseppe Sirianni. Il generale del genio navale Giuseppe Rota aveva presentato un progetto di nave portaerei da 12.480 tonnellate, dotata di ponte di volo della lunghezza di 86 metri, armata con due torri quadrinate da 203 mm, sei cannoni da 120 mm e due complessi sestupli di mitragliere da 40 mm, la nave era più un incrociatore portaerei con 3 fumaioli, la stazione di direzione del tiro, la plancia comando e l'alberatura tutti abbassabili durante le operazioni di decollo. La domanda posta a tale comitato era se fosse necessario per il Regno d'Italia realizzare tale tipo di navi, che tenuto conto delle ragioni economiche, se ne sarebbero costruire soltanto una o  se fosse opportuno adottare il progetto di Rota di incrociatore-portaerei al massimo due. In apertura di seduta il capo di stato maggiore della Marina, viceammiraglio Alfredo Acton, sostenne che, vista la maggiore autonomia di cui  gli aerei avrebbero potuto disporre in futuro, si poteva ritenere che il mare Mediterraneo avrebbe potuto essere sorvegliato da aerei decollati dalle coste della penisola e dalle isole, dalla Libia e dal Dodecanneso, salvo le acque delle Baleari, sorvegliate dai quattro aerei che ciascuna nave da battaglia avrebbe potuto imbarcare. Mussolini richiese allora il parere degli altri ammiragli, e conformi all'opinione di Acton si dichiararono Fausto Gambardella, Fabio Mibelli, Diego Simonetti e Emilio Solari, mentre lui e Guido Biscaretti di Ruffia ritennero la portaerei utile ma non indispensabile.
Fu collocato in posizione ausiliaria il 1 aprile 1931.

### Annotazioni
1. ↑  L'autore nel libro non riporta il parere di Giuseppe Mortola, Pio Lobetti Bodoni e Giovanni Tomadelli, che completavano il Comitato, nonché del Sirianni e del Rota, che si deve dedurre furono favorevoli.

### Fonti
1. 1 2 3 4  Formìggini 1928, p. 332.
2. 1 2 3 4 5   Annuario ufficiale delle forze armate del Regno d'Italia. 2, Regia marina, 1934,  p. 24. URL consultato il 12 marzo 2021.
3. 1 2 3 4  Trento Libero.
4. ↑  Ordine militare d'Italia sul sito della Presidenza della Repubblica